# Atheris hispida
Atheris hispida är en ormart som beskrevs av Laurent 1955. Atheris hispida ingår i släktet trädhuggormar och familjen huggormar. Inga underarter finns listade.
ormen förekommer från nordöstra Kongo-Kinshasa till Kenya och söderut till Tanzania.